# Vignoles (Côte-d’Or)
Vignoles település Franciaországban, Côte-d’Or megyében. Lakosainak száma 919 fő (2022. január 1.). Vignoles Ladoix-Serrigny, Beaune, Chorey-les-Beaune és Ruffey-lès-Beaune községekkel határos.

## Népesség
A település népessége az elmúlt években az alábbi módon változott:
| Lakosok száma | 276  | 411  | 552  | 735  | 877  | 865  | 977  | 951  | 938  | 919  |
|               | 1968 | 1982 | 1990 | 2006 | 2013 | 2015 | 2017 | 2019 | 2020 | 2022 |